# Luboměř
Luboměř är en ort i Tjeckien. Den ligger i den östra delen av landet, 240 km öster om huvudstaden Prag. Luboměř ligger 558 meter över havet och antalet invånare är 401.
Terrängen runt Luboměř är kuperad österut, men västerut är den platt.Runt Luboměř är det ganska tätbefolkat, med 62 invånare per kvadratkilometer. Närmaste större samhälle är Hranice, 15,7 km söder om Luboměř. Omgivningarna runt Luboměř är en mosaik av jordbruksmark och naturlig växtlighet.